# Bătălia portarilor
Bătălia portarilor este un eveniment sportiv ce are loc pe teritoriul mai multor țări precum România, Spania, Italia, Republica Moldova și alte țări.

## România
Prima ediție a acestei competiții a avut loc în România în 2014, cu un succes neașteptat, participând un număr de 54 de portari. Ediția din 2015 a adunat un număr de 62 de participanți. Ediția 2016 a avut un număr de 120 de portari la start.
Anul acesta aduce, ca și noutate, posibilitatea înscrierii la dublu și va avea loc în perioada 24 iunie - 2 iulie.

## Republica Moldova
Primul turneu de acest gen a avut loc în Republica Moldova pe 9 mai 2011, unde au participat 32 de portari din Divizia Națională și Divizia „A”. A doua ediție s-a desfășurat la 27 mai 2012, invitat de onoare fiind Bogdan Stelea. În primele două ediții locul 1 a fost obținut de Nicolae Calancea. A treia ediție a avut loc pe 2 iunie 2013, la Complexul Sportiv Buiucani (loc unde au fost organizate și primele 2 ediții a concursului). Cea de-a 4-a ediție a Bătăliei Portarilor a avut loc pe 1 iunie 2014, în incinta Stadionului Zimbru.